# Tag der Befreiung Italiens

Logo des Nationalen Verbands der italienischen Partisanen (ANPI: Associazione Nazionale Partigiani Italiani)

Der Tag der Befreiung Italiens, offiziell Anniversario della Liberazione (deutsch: Jahrestag der Befreiung), ist ein italienischer Feiertag. Er wird alljährlich am 25. April begangen und hat in Italien einen ähnlichen Stellenwert wie die Festa della Repubblica, der italienische Nationalfeiertag. Im engeren Sinn gedenkt man an diesem Tag der bewaffneten Aufstände am 25. April 1945, zu denen vom Nationalen Befreiungskomitee Oberitalien (CLN) aufgerufen worden war. Die Aufstände begünstigten den alliierten Vormarsch in der Po-Ebene wesentlich; etliche norditalienische Städte, darunter Genua und Mailand, konnten von den Partisanen der Resistenza einige Tage vor Eintreffen alliierter Truppen von der deutschen Besatzung befreit werden. Im weiteren Sinn symbolisiert der Feiertag das erfolgreiche Ende des Kampfes gegen Faschismus und Nationalsozialismus, den Regimegegner erst politisch und Partisanen ab September 1943 auch bewaffnet geführt hatten.

## Geschichte
Unmittelbar nach Verkündigung des von Italien und den Alliierten vereinbarten Waffenstillstands von Cassibile am 8. September 1943 begann die deutsche Besetzung Italiens (Fall Achse). Eine erste spontane Widerstandsbewegung entstand in Neapel, das sich in einem als „Vier Tage von Neapel“ bezeichneten Aufstand zwischen dem 27. und dem 30. September 1943 von der deutschen Besatzungsmacht befreite und so den alliierten Truppen am 1. Oktober 1943 die kampflose Einnahme der Stadt ermöglichte. Während sich in Mittel- und Norditalien unter deutschem Schutz die faschistische Italienische Sozialrepublik konstituierte und neue Militär- und Sicherheitskräfte formierte, organisierte sich in diesen Gebieten schrittweise auch der bewaffnete antifaschistische Widerstand, die Resistenza. Es handelte sich zunächst um spontan gebildete Gruppen, die sich in der Regel zu bestimmten antifaschistischen Parteien oder Gruppierungen bekannten oder von diesen aufgestellt wurden und später von gemeinsamen Befreiungskomitees koordiniert wurden. Viele Einheiten der Resistenza wurden von ehemaligen Soldaten angeführt; insbesondere im Piemont gab es autonome Widerstandsgruppierungen, die überwiegend aus ehemaligen Soldaten bestanden. Besonders in den sozialistisch und kommunistisch orientierten Gruppierungen gab es auch zahlreiche bewaffnete Frauen.
Nachdem sich die Truppen des Oberbefehlshabers Südwest und zugleich Oberkommandierenden der Heeresgruppe C Generalfeldmarschall Albert Kesselring im Sommer 1944 von der Gustav-Linie in Süditalien auf die Gotenstellung im nördlichen Apennin zurückgezogen hatten, verblieb Norditalien als Einsatzgebiet der Resistenza. Noch im September 1944 versuchten die Alliierten, die neue deutsche Verteidigungsstellung zu durchbrechen, ohne jedoch den entscheidenden Erfolg zu erzielen. Während dieser Kämpfe, in den Monaten danach und insbesondere während der alliierten Schlussoffensive ab dem 9. April 1945, die am 20. April zum Zusammenbruch der deutschen Frontlinien bei Bologna führte, band die Resistenza in Norditalien Verbände der Wehrmacht und des Republikanischen Nationalheeres Mussolinis.

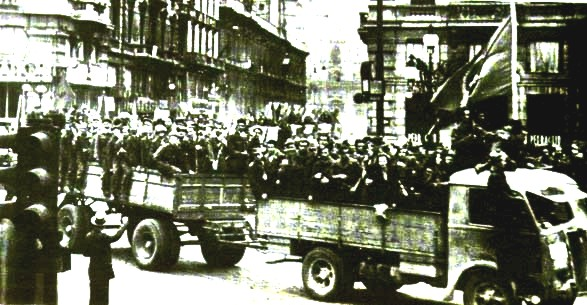
Italienische Partisanen am 21. April 1945 in Bologna

Die Stadt Bologna war bereits ab dem 19. April 1945 Ziel von Partisanenangriffen. Am Morgen des 21. April wurde sie von Truppen des II. polnischen Korps, der ebenfalls auf alliierter Seite kämpfenden italienischen Kampfgruppe Friuli und Partisanen der Brigade Maiella befreit. Nachdem Partisanen am 24. April Parma und Reggio Emilia besetzt hatten, erfolgte am 25. April nach einem entsprechenden Aufruf des Befreiungskomitees, angeführt unter anderem von dem Kommunisten Luigi Longo, dem Politiker der Aktionspartei Leo Valiani und von dem Sozialisten und späteren Staatspräsidenten Sandro Pertini ein allgemeiner Aufstand in etlichen norditalienischen Großstädten.

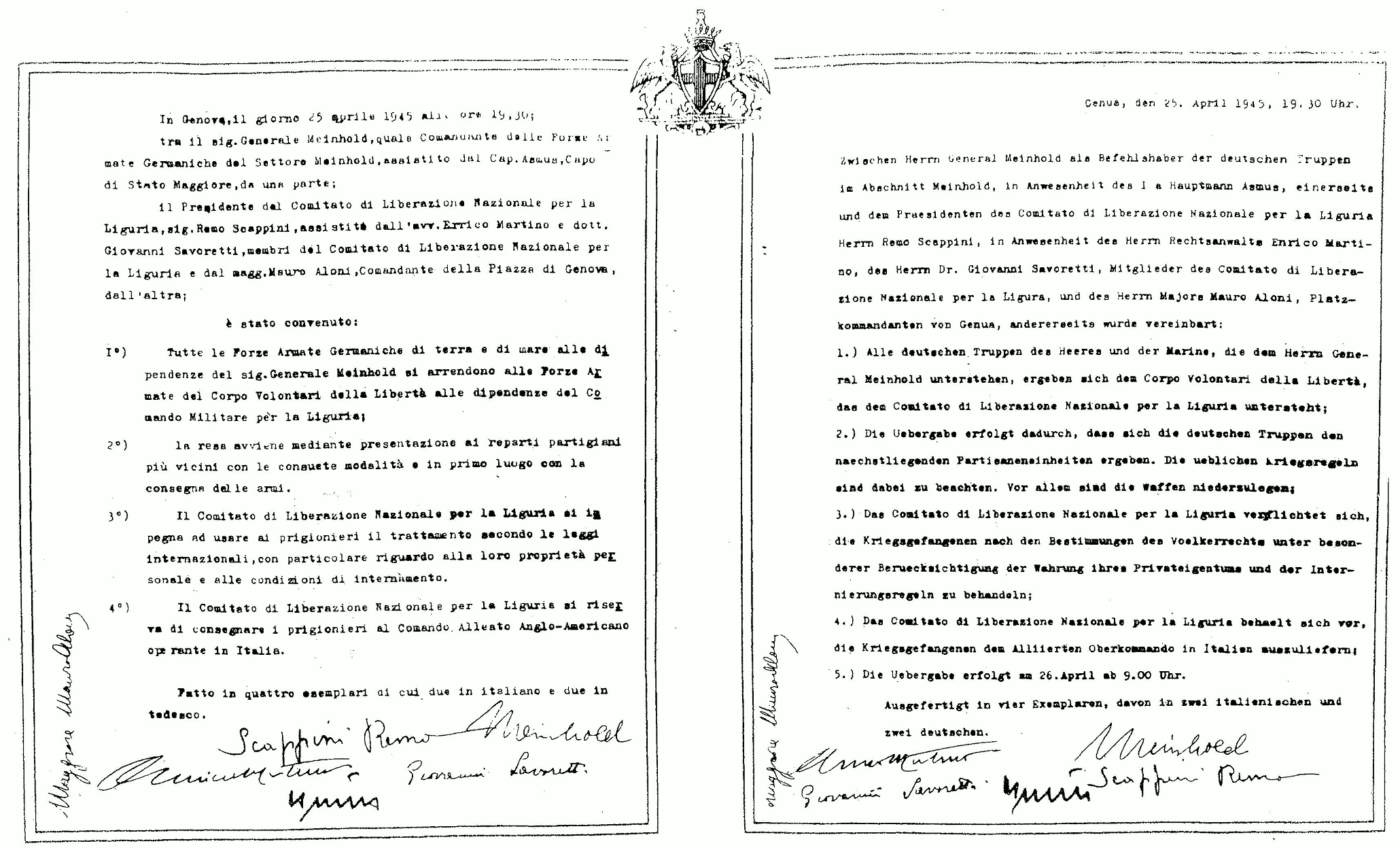
Kapitulationsvereinbarung mit der CLN für Genua vom 25. April 1945

Der deutsche Kampfkommandant von Genua, General Günther Meinhold, verweigerte den Befehl zur Sprengung des Hafens und der Industrieanlagen und vereinbarte am 25. April 1945 – 2 Tage vor dem Eintreffen der Alliierten – mit dem CLN die Kapitulation seiner Kampfgruppe. Der dafür verhängten Todesstrafe entging er dank des Schutzes der CLN. Die Städte Turin und Mailand, in denen Aufstände und Streiks schon einige Tage zuvor begonnen hatten, wurden noch am 25. April von deutschen Truppen aufgegeben. In das befreite Mailand rückten Einheiten der 5. US-Armee am 29. April ein. Den am 29. April in Padua einrückenden Briten übergaben die Partisanen rund 5.000 deutsche Soldaten. Die deutschen Truppen in Norditalien kapitulierten am 2. Mai 1945.
Der italienische Diktator Benito Mussolini war mit seiner Geliebten Clara Petacci und einigen weiteren Personen bereits am 25. April aus Mailand in Richtung Comer See geflohen. In Dongo wurde Mussolini am Nachmittag des 27. April in einem deutschen Militärkonvoi von Partisanen der 52. Garibaldi-Brigade „Luigi Clerici“ aufgespürt und am Tag darauf von einem Vollstreckungskommando in Giulino di Mezzegra erschossen.
Der 25. April stellt den Beginn einer neuen Phase der Demokratisierung dar, der im Referendum vom 2. Juni 1946 und in der Verfassung der Italienischen Republik vom 1. Januar 1948 gipfelte. Im Jahr 2005 wurde symbolisch zum Tag der Befreiung das letzte Stück des 1937 von Benito Mussolini nach dem italienischen Einmarsch in Äthiopien nach Rom gebrachten Obelisken von Aksum an Äthiopien zurückerstattet. Der Tag der Befreiung gilt heute in Italien tendenziell als ein Feiertag der politischen Linken.
Seit 1946 findet am Tag der Befreiung Italiens das Radrennen Gran Premio della Liberazione statt.